# Lanapatz
Lanapatz (en francès Lannepax) és un municipi francès situat al departament del Gers i a la regió d'Occitània.

## Demografia
| 1962                                       | 1968 | 1975 | 1982 | 1990 | 1999 | 2006 |
| ------------------------------------------ | ---- | ---- | ---- | ---- | ---- | ---- |
| 737                                        | 744  | 686  | 652  | 610  | 569  | 554  |
| Des de 1962: població sense dobles comptes |      |      |      |      |      |      |

## Història
L'etimologia de nom Lanapatz, és a dir landa de pau pot ser en la bastida fortificada en l'edat mitjana (segle xiii) sobre el turó d'Ario, on segons la llegenda, Marc Licini Cras va rebre la submissió de la Novempopulània.

## Administració
| Període   | Identitat        | Partit |
| --------- | ---------------- | ------ |
| 2001-2008 | Italo Scaravetti |        |
| 2001-     | Guy Dauriac      |        |